# Andy Moritz
Andy Moritz o Andreas Moritz (Bucaramanga, Colombia, 13 de febrero de 1984) es un tecladista colombiano de death metal melódico. Es reconocido por hacer parte de la banda colombiana de death metal melódico Perpetual, siendo uno de los más acreditados tecladistas de metal en Colombia , por su marcado estilo técnico, vitrtuoso, dinámico y  veloz.

## Biografía
Comenzó sus estudios de piano clásico a la edad de 5 años. En 2002 inicia sus estudios universitarios de música (Piano clásico) en la Universidad Autónoma de Bucaramanga, los cuales continuaría en la Universidad Industrial de Santander. A los 19 años se une a la banda Tezis, una banda local de metal progresivo, en donde adquiere experiencia en el uso de Sintetizadores y Secuenciadores. 
En 2004 ingresa a Perpetual para grabar el primer disco de la banda titulado con el mismo nombre. En su trayectoria en Perpetual se pueden destacar grandes eventos como su participación en el "Festival Internacional Altavoz" de la ciudad de Medellín (2006), la gira suramericana "Perpetual Dream South America Tour" (2007), el tributo a Iron Maiden "The Golden Beast" (2008) y el concierto junto a la banda Sueca In Flames (2009). 
En el año 2011 se retira de Perpetual después de la grabación de su segundo disco de "States of Madness" en Magnetic House Studios.
Aparte de Perpetual, cabe destacar las colaboración para la banda de Heavy metal "Zendas" en su disco "Dias de Fúria". En 2022 se confirma su regreso a "Zendas" para futuros conciertos y hacer parte de la banda en vivo y estudio.

## Discografía

### Perpetual
- True Metal Subversion 3 (Compilado) -  (2005)
- Primal Lust Ambrosia (Single) - (2006)
- Spreading The Sickness (Compilado) (2006)
- Perpetual (álbum) -  (2007)
- The Golden Beast (Compilado)  - (2008) Tributo a Iron Maiden
- States of Madness (Album) -  (2011)

### Colaboraciones
- Zendas  - "Dias de Furia" - (2011)

### Videoclips
- Perpetual - Primal Lust Ambrosia (2006)
- Zendas - Mar del Olvido (2022)